# Siavana rigida
Siavana rigida är en fjärilsart som beskrevs av Smith 1903. Siavana rigida ingår i släktet Siavana och familjen nattflyn. Inga underarter finns listade i Catalogue of Life.